# Юськова Гребля
Юськова Гребля - село Остерського району, Чернігівської області.

## Історія
За описом 1866 року, Юськова гребля - село при річці Остер, налічувало 25 дворів та 111 мешканців.
Станом на 1946 рік підпорядковувалось Старогородській сільській раді Остерського району. До початку 1960-х років приєднано до міста Остра.